# Bassikounou (Stadt)
Bassikounou (arabisch ﺑﺎﺳﻜﻨﻮ) ist eine Stadt in der Region Hodh Ech Chargui von Mauretanien und Hauptstadt des Départements Bassikounou.

## Geographie
Der Hauptort der Gemeinde Bassikounou liegt 1090 Kilometer östlich von Nouakchott auf etwa 277 m Meereshöhe in der Südostecke der Grenze zwischen Mali und Mauretanien. Die malische Grenze ist im Süden 40 Kilometer und im Osten 55 Kilometer entfernt. Einen Grenzübergang gibt es nicht.

## Bevölkerung
Die Bevölkerungszahl der Gemeinde hat in den Jahren 2000 bis 2023 von 7.856 auf 21.252 Einwohner zugenommen. Der Hauptort selbst hat 19.447 Einwohner (2023). Daneben gibt es noch sieben andere bewohnte Orte.